# Episodi di Grey's Anatomy (quattordicesima stagione)
La quattordicesima stagione della serie televisiva Grey's Anatomy, composta da ventiquattro episodi, è stata trasmessa in prima visione assoluta negli Stati Uniti d'America da ABC dal 28 settembre 2017 al 17 maggio 2018. In Italia la stagione è stata trasmessa da Fox Life, canale a pagamento della piattaforma satellitare Sky, in due parti, la prima dal 16 ottobre al 18 dicembre 2017, e la seconda dal 5 marzo al 18 giugno 2018; in chiaro è stata trasmessa in Svizzera da RSI LA1 dal 6 marzo 2018, mentre in Italia è andata in onda su LA7 dal 7 gennaio al 25 marzo 2019.
Kim Raver ricompare come guest star per un arco di episodi nel ruolo della dottoressa Teddy Altman, segnando il ritorno del suo personaggio dopo l'uscita di scena nel finale dell'ottava stagione. 
Martin Henderson invece, interprete del dottor Nathan Riggs, esce di scena nel quinto episodio della stagione dopo essere entrato nel cast regolare della serie dalla dodicesima stagione.
È questa l'ultima stagione per Jessica Capshaw e Sarah Drew, interpreti della dottoressa Arizona Robbins la prima e della dottoressa April Kepner la seconda, le quali escono di scena dopo
rispettivamente dieci e nove stagioni.
Al termine di questa stagione anche Jason George, interprete del dottor Benjamin Warren, esce dal cast principale.
Il 7º episodio della stagione, Chi vive, chi muore, chi racconta la sua storia, è stato il 300º della serie; il 13º episodio della stagione, Hai davvero presa su di me, è un backdoor pilot che ha dato origine allo spin-off Station 19 con protagonista Ben Warren. 
| n° | Titolo originale                          | Titolo italiano                                 | Prima TV USA      | Prima TV Italia  |
| -- | ----------------------------------------- | ----------------------------------------------- | ----------------- | ---------------- |
| 1  | Break Down the House                      | Abbatti la casa                                 | 28 settembre 2017 | 16 ottobre 2017  |
| 2  | Get Off on the Pain                       | Distratti dal dolore                            | 28 settembre 2017 | 23 ottobre 2017  |
| 3  | Go Big or Go Home                         | Vai alla grande o vai a casa                    | 5 ottobre 2017    | 30 ottobre 2017  |
| 4  | Ain't That a Kick in the Head?            | È stata una vera sorpresa                       | 12 ottobre 2017   | 6 novembre 2017  |
| 5  | Danger Zone                               | Zona di pericolo                                | 26 ottobre 2017   | 27 novembre 2017 |
| 6  | Come on Down to My Boat, Baby             | Vieni in barca con me, baby                     | 2 novembre 2017   | 4 dicembre 2017  |
| 7  | Who Lives, Who Dies, Who Tells Your Story | Chi vive, chi muore, chi racconta la sua storia | 9 novembre 2017   | 11 dicembre 2017 |
| 8  | Out of Nowhere                            | Fuori dal nulla                                 | 16 novembre 2017  | 18 dicembre 2017 |
| 9  | 1-800-799-7233                            | Quattro stagioni in un giorno                   | 18 gennaio 2018   | 5 marzo 2018     |
| 10 | Personal Jesus                            | Un Gesù personale                               | 25 gennaio 2018   | 12 marzo 2018    |
| 11 | (Don't Fear) The Reaper                   | (Don't Fear) The Reaper                         | 1 febbraio 2018   | 19 marzo 2018    |
| 12 | Harder, Better, Faster, Stronger          | Harder, Better, Faster, Stronger                | 8 febbraio 2018   | 26 marzo 2018    |
| 13 | You Really Got A Hold On Me               | Hai davvero presa su di me                      | 1º marzo 2018     | 2 aprile 2018    |
| 14 | Games People Play                         | Le regole del gioco                             | 8 marzo 2018      | 9 aprile 2018    |
| 15 | Old Scars, Future Hearts                  | Vecchie cicatrici, cuori nuovi                  | 15 marzo 2018     | 16 aprile 2018   |
| 16 | Caught Somewhere In Time                  | Sospesi nel tempo                               | 22 marzo 2018     | 23 aprile 2018   |
| 17 | One Day Like This                         | Un giorno come questo                           | 29 marzo 2018     | 30 aprile 2018   |
| 18 | Hold Back the River                       | Trattieni le lacrime                            | 5 aprile 2018     | 7 maggio 2018    |
| 19 | Beautiful Dreamer                         | Beautiful Dreamer                               | 12 aprile 2018    | 14 maggio 2018   |
| 20 | Judgment Day                              | Il giorno del giudizio                          | 19 aprile 2018    | 21 maggio 2018   |
| 21 | Bad Reputation                            | Una brutta reputazione                          | 26 aprile 2018    | 28 maggio 2018   |
| 22 | Fight For Your Mind                       | Combatti per la tua mente                       | 3 maggio 2018     | 4 giugno 2018    |
| 23 | Cold As Ice                               | Freddo come il ghiaccio                         | 10 maggio 2018    | 11 giugno 2018   |
| 24 | All of Me                                 | Tutto di me                                     | 17 maggio 2018    | 18 giugno 2018   |

## Abbatti la casa
- Titolo originale: Break Down The House
- Diretto da: Debbie Allen
- Scritto da: Krista Vernoff

### Trama
Owen scopre che sua sorella Megan è viva e tutto il personale del Grey Sloan viene mobilitato per il suo arrivo. La ragazza giunge in ospedale accompagnata da una vecchia conoscenza dei dottori di Seattle, ovvero la dottoressa Teddy Altman. Emozionato per l'arrivo di Megan, Riggs ha intenzione di mettere da parte il suo rapporto con la Grey. Megan, a causa di alcune ferite all’altezza dell’intestino cicatrizzate male, si dovrà sottoporre a un difficile e rischioso intervento, che rappresenta però l’unica possibilità per poter tornare in Iraq dal bambino che ha adottato. Inizialmente la Hunt non sa che a curarla sarà proprio la donna con cui Nathan ha intrapreso una relazione durante la sua assenza ma, una volta chiaritasi con Meredith, accetta di buon grado la cosa. Nel frattempo tra Maggie e Jackson sembra nascere qualcosa di serio, mentre Arizona, dimenticata Eliza, incontra in un bar una misteriosa ragazza, Carina, e scopre, una volta a casa, che si tratta della sorella di Andrew DeLuca. Jo sente la mancanza di Stephanie. In ospedale sono in corso dei lavori di ristrutturazione per ripristinare le aree rovinate dall’incendio.
- Il titolo originale si riferisce all'omonimo brano di Laidback Luke.

## Distratti dal dolore
- Titolo originale: Get Off on the Pain
- Diretto da: Kevin McKidd
- Scritto da: Krista Vernoff

### Trama
Incapace di darsi pace per l'esito dell'intervento eseguito su Megan, Meredith prima si sfoga e poi propone un intervento rivoluzionario: un trapianto di parete addominale. La paziente accetta di sottoporsi all'operazione, nonostante il parere contrario della famiglia. Per trovare il donatore adatto, Meredith sguinzaglia tutti i nuovi specializzandi. Nel frattempo, Carina DeLuca - dopo aver portato avanti la sua relazione intima con Arizona - propone alla dottoressa Bailey il suo studio sull'anatomia femminile e ottiene il via libera, scatenando la curiosità delle colleghe. Owen e Teddy cercano di rintracciare il figlio di Megan, che si trova ancora in Iraq. Intanto Megan riunisce la famiglia per parlare con Owen del suo matrimonio, facendogli promettere che se dovesse succederle qualcosa si occuperà di suo nipote. Owen decide di affrontare Amelia ma lei non la prende bene, pensando che Teddy sia gelosa e che la famiglia di Owen semplicemente non la apprezzi. La dottoressa Sheperd si prepara a operare un ragazzo affetto da un raro tumore e si scontra con Jackson, che non condivide il suo approccio terapeutico. Jo deve gestire l'imbarazzo per essere andata a letto con lo specializzando da tutti soprannominato "Occhiali", e prende parte al rivoluzionario intervento della Grey. Alex confessa a Jo di aver trovato suo marito e la rassicura sul fatto che, a differenza sua, lui non potrebbe mai farle del male. La ragazza torna a fidarsi di Alex e i due si baciano. April annuncia a Jackson di voler traslocare. Entrambi gli interventi - quello su Megan e quello di Amelia - hanno esito positivo. Alla fine Amelia dà a Owen il permesso di avere una relazione con Teddy e partecipa come volontaria allo studio di Carina, scoprendo involontariamente di avere un grosso tumore al cervello.
- Il titolo originale si riferisce all'omonimo brano di Gary Allan

## Vai alla grande o vai a casa
- Titolo originale: Go Big or Go Home
- Diretto da: Chandra Wilson
- Scritto da: Meg Marinis

### Trama
Dopo aver trascorso 7 giorni studiando il suo tumore al cervello, senza parlarne con nessuno, Amelia chiama il suo ex insegnante - nonché migliore neurochirurgo che lei conosca - Tom Koracick. Uno psichiatra dell'ospedale, il dottor Carr, dev'essere operato e Meredith - sua vecchia paziente - ne approfitta per chiedergli un consulto sull'incapacità di combattere il cattivo umore e per raccontargli della sua storia con Nathan.
Su insistenza del dottor Koracick, Amelia informa il dottor Webber del suo stato: non potrà più operare né fare consulti finché non sarà guarita. Al Grey Sloan arriva il celebre Harper Avery, il quale fa le pulci al bilancio dell'ospedale e decide di ritirare il finanziamento della fondazione Avery. La dottoressa Bailey lo convince a cambiare idea, ma viene licenziata per questo. Quando torna da lui, lo trova privo di vita. Jo chiede ad Alex di tornare a casa, e lui accetta.
Amelia informa Owen della sua condizione e lui e Meredith le stanno vicino durante il ricovero.
- Il titolo originale si riferisce all'omonimo brano degli American Authors

## È stata una vera sorpresa
- Titolo originale: Ain't That a Kick in the Head
- Diretto da: Geary McLeod
- Scritto da: Marlana Hope

### Trama
Amelia si prepara per essere operata e designa April come responsabile delle decisioni in caso di necessità. Mentre Amelia è sotto ai ferri, nelle sapienti mani del dottor Tom Koracick, April è in chiesa a pregare per la Sheperd. L'intervento viene seguito in diretta da Meredith, Alex, Maggie e il resto dello staff. Il dottor Webber e la dottoressa Bailey conducono i colloqui per assumere nuovi medici, incappando in ogni genere di personaggi. Jackson, di ritorno dal funerale del nonno, accetta di togliere il proprio nome dall'intervento di Megan per non compromettere la corsa di Meredith al prestigioso premio Harper-Avery. La Grey si occupa del decorso post-operatorio di Megan e si chiarisce con Nathan: ormai ha accettato definitivamente da tempo la fine della loro storia e lo spinge a compiere un gesto eroico per provare a Megan il suo amore -
entrambe le donne hanno detto a Nathan di tornare dall'altra. Amelia soffre molto, ma ha ordinato di non darle alcun farmaco, in particolare antidolorifici e oppiacei. Quando incomincia a parlare, però, lo fa solo in francese. Nathan è volato a Baghdad per occuparsi del figlio adottivo di Megan, che si trova in ospedale. Chiama Meredith per un consulto e, con il suo aiuto, riesce ad ottenere il trasferimento del ragazzino a Seattle. DeLuca aiuta Amelia a capire che è guarita ma ora il suo vero problema è decidere cosa fare del suo matrimonio.
- Il titolo originale si riferisce all'omonimo brano di Dean Martin
- L'episodio è narrato da Amelia Sheperd

## Zona di pericolo
- Titolo originale: Danger Zone
- Diretto da: Cecilie Mosli
- Scritto da: Jalysa Conway

### Trama
La Hunt è ormai del tutto guarita e in procinto di trasferirsi a Malibù dove la attendono il piccolo Farouk e Nathan, che ha deciso di trascorrere il resto della sua vita con lei mantenendo la promessa fatta a Meredith di vivere il “loro” sogno. Per raggiungere i suoi uomini Meg deve affrontare un lungo viaggio in macchina e Owen decide di andare con lei, nella speranza di non perderla nuovamente. Attraverso diversi flashback scopriamo la storia dell'eroina Megan Hunt, l'incidente che l'ha coinvolta e la sua sparizione, per poi arrivare al suo ritorno di fiamma con Nathan Riggs. Vengono svelate anche le circostanze del fidanzamento di Nathan e Megan, con il rispettivo tradimento. Owen, una volta tornato a casa, decide di rinunciare al suo matrimonio con Amelia la quale è perfettamente d’accordo con lui.
- Il titolo originale si riferisce all'omonimo brano di Kenny Loggins
- La voce narrante in questo episodio è quella di Owen Hunt

## Vieni in barca con me, baby
- Titolo originale: Come on Down to My Boat, Baby
- Diretto da: Lisa Leone
- Scritto da: Kiley Donovan

### Trama
Meredith è impegnata in un'operazione con una rarissima procedura medica per salvare un giudice dalla terribile malattia che lo affligge. Gli uomini del Grey Sloan si prendono un (finto) giorno di malattia per fare un giro a bordo della nuova barca di Jackson. Tra i vari divertimenti Ben palesa finalmente il suo desiderio di diventare un pompiere. In attesa che Sofia torni a casa da lei da New York, Arizona decide che è meglio troncare la sua relazione con Carina, mentre Amelia si prepara a tornare al lavoro insicura e nervosa dopo l'intervento subito. Arizona, April, Maggie e la dottoressa Bailey si occupano di una bizzarra sparatoria accidentale, e della sua vittima. Il paziente della Grey muore in seguito all'intervento: la procedura non ha avuto successo. Prima che morisse, il giudice aveva avuto modo di consigliare a Jo di chiedere il divorzio da Paul, il marito violento da cui è in fuga da tempo e che si pone da ostacolo al suo "sì" totale ad Alex. Owen intanto finisce per baciare Carina. Durante la festa per i nuovi specializzandi Meredith apprende di essere nella lista dei nominati al prestigioso premio annuale Harper Avery. Jackson decide di dare alla Bailey dei capitali da investire in una nuova competizione dedicata ai chirurghi di tutto il mondo, a cui lui vuole partecipare.
- Il titolo originale si riferisce all'omonimo brano di Every Mother's Son

## Chi vive, chi muore, chi racconta la sua storia
- Titolo originale: Who Lives, Who Dies, Who Tells Your Story
- Diretto da: Debbie Allen
- Scritto da: Krista Vernoff

### Trama
L'episodio è il numero 300 della serie. Meredith è in partenza per la cerimonia di premiazione del prestigioso Harper Avery, ma l'arrivo di alcuni feriti gravi in seguito a un incidente sulle montagne russe la convince a restare a Seattle. Infatti, ci sono tre feriti che omaggiano la storia passata della serie: tre specializzandi feriti che somigliano incredibilmente a Cristina, George e Izzie. Essi sono protagonisti di tre storie di profonda amicizia che richiamano alla memoria le esperienze passate dei chirurghi del Grey Sloan Memorial, soprattutto da parte di Meredith, Alex e Miranda.
Mentre Meredith cura la specializzanda che ricorda la sua migliore amica, Cristina, Alex con Jo si occupa di quella incinta che a tutti ricorda Izzie, il suo grande amore, e la dottoressa Bailey opera il sosia di George. In attesa che Meredith vinca il premio - festeggiandolo anche insieme alla Yang, sebbene solo per telefono - l'episodio ci mostra una carrellata di ricordi (attraverso foto, luoghi, frasi, il particolare discorso di Jackson che ritira il premio per Meredith sul palco) dedicata a tutti i protagonisti che hanno reso grande la serie e che hanno avuto un'influenza determinante sui personaggi più amati: da Ellis Grey a, naturalmente, il dottor Stranamore, Callie, Mark e Lexie, e i tre Izzie, George e Cristina, tutti encomiati attraverso gli occhi, le lacrime e i sorrisi dei ricordi dei loro compagni di avventura, compresa la piccola Zola che con tanta nostalgia ricorda l'amato padre. 
- Il titolo originale si riferisce all'omonimo brano del musical Hamilton.

## Fuori dal nulla
- Titolo originale: Out of Nowhere
- Diretto da: Kevin McKidd
- Scritto da: William Harper

### Trama
Meredith ha vinto l'agognato premio Harper Avery e viene intervistata da una rivista specializzata. Mentre Jo affronta il suo primo giorno come capo degli specializzandi, Ben continua la preparazione per diventare un vigile del fuoco e tutto sembra scorrere come al solito, finché un gruppo di hacker attacca il sistema informatico dell'ospedale, bloccandolo. La richiesta per ripristinarne la funzionalità è un riscatto di 20 milioni di dollari. I pazienti e gli interventi rischiano di venire gravemente compromessi, così il dottor Webber - dall'alto della sua pluridecennale esperienza - insegna agli specializzandi come muoversi senza l'aiuto della tecnologia. Per scoprire se il piccolo paziente di Alex ha già assunto un farmaco fondamentale - senza consultare la cartella clinica - Jo decide di interrogare tutto il personale infermieristico, fino a ricostruire le somministrazioni fatte al piccolo. Ma proprio mentre corre da Alex per comunicargli il risultato della sua ricerca, s'imbatte in un volto conosciuto: quello di Paul, il suo ex marito.
- Il titolo originale si riferisce all'omonimo brano di Miles Davis

## Quattro stagioni in un giorno
- Titolo originale: 1-800-799-7233
- Diretto da: Bill D'Elia
- Scritto da: Andy Reaser

### Trama
Jo finalmente affronta il marito violento, Paul Stadler (che nel frattempo ha dato una mano come chirurgo durante la crisi ospedaliera) e nella vicenda si inseriscono anche Alex e Meredith. Insieme a Paul c'è la sua nuova compagna, con la quale Jo riesce ad avere un breve colloquio per testimoniare la sua esperienza di abusi ricevuti e durante il quale comprende che anche lei è una vittima di Paul. Nel frattempo il Grey Sloan continua a collaborare con l'FBI dopo che un hacker ha compromesso il sistema informatico dell'ospedale, il tutto si risolverà grazie all'ingegno di uno dei nuovi specializzandi.
- Il titolo originale si riferisce al numero nazionale contro le violenze domestiche in America. Il titolo in italiano si riferisce all'omonimo brano dei Crowded House.

## Un Gesù personale
- Titolo originale: Personal Jesus
- Diretto da: Kevin Rodney Sullivan
- Scritto da: Zoanne Clack

### Trama
Il marito di Jo, Paul, ha un incidente e viene portato al Grey Sloan Memorial Hospital. Lo stesso giorno arriva una donna incinta che è la moglie di Matthew, il paramedico che April ha lasciato all'altare per fuggire con Jackson. Un ragazzino innocente colpito da un poliziotto che lo credeva un ladro e un altro giovane autolesionista saranno tutti pazienti di April. Il susseguirsi delle vicende di questi pazienti farà nascere una profonda riflessione sulla sua vita e sulla sua fede.
- Il titolo originale si riferisce all'omonimo brano dei Depeche Mode.

## (Don't Fear) The Reaper
- Titolo originale: (Don't Fear) The Reaper
- Diretto da: Nicole Rubio
- Scritto da: Elisabeth R. Finch

### Trama
Lo stress derivato dalla gestione dell'ospedale e dalla scelta di Ben di diventare un pompiere spinge al limite la Bailey, che crede di avere un infarto in atto e, con una scusa, si reca al Seattle Presbiterian per fare tutti i dovuti controlli.
Miranda, non essendo convinta del risultato dell’ECG, chiama il cardiologo responsabile dell’ospedale, il quale, però, sostiene che le sue siano solo paranoie.
La dottoressa Bailey chiede dunque un secondo consulto alla Pierce, pregandola di mantenere il segreto. Successivamente, sarà proprio la Bailey a dover intervenire su una donna sotto infarto, salvandola, ma rimanendo vittima di una crisi a sua volta. Webber e la Pierce arriveranno all'ospedale per assisterla. Durante la puntata sono presenti numerosi flashback sul passato di Miranda a Seattle -tra i quali i ricordi con George O'Malley, Derek Sheperd e Callie Torres- e sui luoghi della sua infanzia con i suoi genitori.
- Il titolo originale si riferisce all'omonimo brano dei Blue Öyster Cult

## Harder, Better, Faster, Stronger
- Titolo originale: Harder, Better, Faster, Stronger
- Diretto da: Jeannot Szwarc
- Scritto da: Kiley Donovan

### Trama
I dottori del Grey Sloan Memorial sono alla ricerca di un’idea che li porti a vincere l’ambito concorso di chirurgia il cui cospicuo compenso è stato messo in palio da un donatore anonimo (Jackson Avery) e la gestione del tutto è nelle mani della dottoressa April. In un'accesa competizione, i diversi chirurghi hanno tre giorni per presentare un progetto completo. In particolare Amelia e Alex uniscono le proprie forze e, complice la giovane e adorabile Kimmie, affetta da un tumore al cervello in recidiva, ispirati dalla splendida voce della ragazza decidono lavorare su degli ultrasuoni che potrebbero curare l’inoperabile tumore. Meredith, sotto pressione per la recente vittoria dell’Harper Avery, viene illuminata, con l’aiuto di Jo, da Judy,  una donna a cui tempo fa ha tolto la milza che torna in ospedale a causa di laceranti dolori dovuti alla crescita nel suo corpo di tante piccole milze funzionanti. Arizona, colpita dall’alta percentuale di morti per parto, sceglie di presentare un progetto di ricerca per capire quali siano le cause e conseguenze di queste morti precoci. Interessante ammirare i diversi progetti descritti: tante idee che potrebbero essere le basi del futuro della medicina.
- Il titolo originale si riferisce all'omonimo brano dei Daft Punk

## Hai davvero presa su di me
- Titolo originale: You Really Got A Hold On Me
- Diretto da: Nzingha Stewart
- Scritto da: Stacy McKee

### Trama
In ospedale giungono due fratellini vittime di un’esplosione dovuta a un esperimento scientifico non andato a buon fine. A scortare i piccoli al Grey Sloan sono il neopompiere Ben Warren e la sua collega Herrera, la quale è costretta a entrare in sala operatoria con Meredith, in quanto, per salvare uno dei ragazzi da un’emorragia che gli sarebbe fatale, non può togliere la sua mano dall’aorta addominale del paziente. Tom Koracick, il neurochirurgo mentore di Amelia che ha operato al cervello la Shepherd, ritorna a Seattle per dare una svolta al progetto di Amelia e Karev, essenziale per eliminare il tumore della piccola Kimmie. April, in preda ad un forte vuoto interiore, si ubriaca con gli specializzandi.
- Il titolo originale si riferisce all'omonimo brano dei Beatles

## Le regole del gioco
- Titolo originale: Games People Play
- Diretto da: Chandra Wilson
- Scritto da: Jason Ganzel & Julie Wong

### Trama
Meredith è molto ansiosa per il suo incontro con Cerone, il medico proprietario del brevetto del polimero, acquisto essenziale perché la dottoressa possa portare avanti i suoi studi per il concorso. Dopo la notizia della morte di Cerone, la Grey incontra la figlia del medico, cioè “zia Marie”, storica amica di Ellis, molto entusiasta di aver rivisto Meredith. April, sospesa dal servizio per aver amputato erroneamente un orecchio a una paziente a causa della presenza al pronto soccorso di alcuni effervescenti giocatori di football americano, si presenta già brilla alla serata dei giochi che Maggie ha organizzato per presentare alle sue “sorelle” il suo nuovo ragazzo. Andrew e Sam si riavvicinano dichiarandosi a vicenda mentre Amelia finisce nuovamente tra le braccia di Owen. Alex continua ad assistere la sua paziente Kimmie. Anche Jackson e Maggie si dichiarano, ma vengono interrotti da Meredith in preda all'agitazione per aver appreso l'informazione della litigata colossale fra "zia Marie" e sua madre, non così tanto amiche come si pensava. La Grey capisce di aver dato tutte le informazioni del suo progetto alla falsa zia che potrebbe ricattarla.
- Il titolo originale si riferisce all'omonimo brano di Joe South

## Vecchie cicatrici, cuori nuovi
- Titolo originale: Old Scars, Future Hearts
- Diretto da: Ellen Pompeo
- Scritto da: Tameson Duffy

### Trama
Attraverso una serie di flashback vengono rappresentati i ricordi di Alex, Jo e Maggie sulla loro esperienza adolescenziale con il loro primo amore. Meredith è alle prese con la figlia di Cerone che, in cambio dell’ambito polimero, impone alla Grey una pubblica dichiarazione in cui annunci il cambiamento del nome del metodo Grey in metodo Grey-Cerone, innovazione alla quale la Cerone ammette di aver partecipato attivamente. April, alla fine della serata dei giochi, è finita a letto con Koracick il quale riesce ad aprire il cuore della dottoressa e a farle percepire che il suo comportamento è frutto di una dolorosa crisi di fede. Jo decide di restare a Seattle e chiede a Karev di sposarla indossando l'anello di fidanzamento che per troppo tempo è rimasto nel cassetto.
- Il titolo originale si riferisce all'omonimo brano dei All Time Low

## Sospesi nel tempo
- Titolo originale: Caught Somewhere In Time
- Diretto da: Nicole Rubio
- Scritto da: Jalysa Conway

### Trama
Dopo l'intenso bacio che si sono scambiati,  Maggie e Jackson decidono di iniziare a frequentarsi. Mamma Avery e papà Webber vengono a conoscenza di questa nascente storia d'amore tra i loro rispettivi figli proprio nel giorno in cui sono impegnati con Jackson in un delicato intervento di ricostruzione per il concorso di ricerca. Meredith e Jo, dopo i negativi eventi con la Cerone, proseguono le loro ricerche per concretizzare l'innovativo progetto. Owen, su consiglio di Amelia, decide di andare in Germania per confessare a Teddy di essere innamorato di lei.
- Il titolo originale si riferisce all'omonimo brano degli Iron Maiden

## Un giorno come questo
- Titolo originale: One Day Like This
- Diretto da: Jeannot Szwarc
- Scritto da: Meg Marinis

### Trama
Owen atterra in Germania e giunge a casa di Teddy, la quale, stupita, lo accoglie e ascolta commossa ciò che lui ha da dirle. Meredith ha un paziente d’eccezione: il dottor Nick Marsh, un chirurgo esperto di trapianti tornato al lavoro a sole poche settimane dal trapianto del suo rene e che, dopo essere svenuto fuori dalla sala operatoria del Grey Sloan dove è stato inviato, viene immediatamente soccorso e salvato grazie alla Grey. April, reduce da un periodo di sbando dovuto alla perdita di una serie di pazienti, ha trovato le risposte alle sue domande e sollievo per la sua sofferenza nelle parole di un uomo in fin di vita che le ha sottolineato e dimostrato che la fede non è una garanzia di felicità ma è un sentimento che va oltre.
- Il titolo originale si riferisce all'omonimo brano di Stephen Foster

## Trattieni le lacrime
- Titolo originale: Hold Back the River
- Diretto da: Sydney Freeland
- Scritto da: Julie Wong

### Trama
Owen rabbioso per il suo ennesimo fallimento amoroso, con l'aiuto di Arizona, smaschera un pericoloso finto oncologo, il dottor Hanson, che da anni diagnostica inesistenti tumori a tantissime persone nel tentativo di poter guadagnare dalle chemio offerte. Webber tenta di trovare una cura per Ollie, la donna che gli ha letteralmente salvato la vita durante la difficile disintossicazione, chiedendo anche aiuto alle fidate Maggie e Meredith. April, dopo aver ritrovato la sua fede, chiede scusa a tutti coloro che ha usato e ferito, soprattutto al suo ex marito Jackson. Miranda cerca di instaurare nuovamente un rapporto intimo con il marito Ben che da tempo non la sfiora per paura di farle involontariamente del male dopo l'infarto che l'ha colpita. Lo studio di Meredith inizia a funzionare sulle cavie da laboratorio anche senza l'ausilio del polimero appartenente a Marie Cerone. Amelia e Koracick sperimentano la sua ricerca sugli ultrasuoni volti a debellare i tumori al cervello.
- Il titolo originale si riferisce all'omonimo brano di James Bay.

## Beautiful Dreamer
- Titolo originale: Beautiful Dreamer
- Diretto da: Jeannot Szwarc
- Scritto da: Meg Marinis

### Trama
La Bailey riceve una visita inaspettata da un agente del dipartimento dell'immigrazione, che cerca uno dei suoi specializzandi, Sam Bello. Ignara del perché la cerchino, Sam spiega a Meredith e alla Bailey di essere una dreamer e che il suo soggiorno per lavoro è garantito dal DACA. Mentre Meredith e Andrew cercano di trovare un modo per evitare che Sam venga espulsa a El Salvador, la Bailey cerca di distrarre l'Agente Fields mostrando preoccupazione per la sua salute. Arizona e Carina fanno dei passi in avanti nella loro ricerca su come prevenire la morte delle partorienti; April invece è preoccupata di vedere Matthew tornare al Grey Sloan con la sua bambina che ha problemi della crescita e Alex fa fatica ad accettare che la sua piccola paziente, Kimmy, voglia lasciare l'ospedale e non tentare nuove cure per godersi il tempo che le rimane, lontana dagli ospedali. Catherine cerca di sostenere Richard che sta affrontando la morte prossima di Ollie e infine Meredith manda Sam a Zurigo a finire il tirocinio dove lavora Cristina, falsificando una richiesta per borsa di studio e salvandola dall'espulsione; Owen decide di avviare le pratiche per diventare genitore adottivo, e Jackson discute con Maggie delle resistenze di lei a intraprendere la loro relazione. Jackson chiede inoltre alla Fondazione Harper Avery di ritirare un accordo di riservatezza fatto anni prima con una ricercatrice, cosicché questa possa collaborare con Amelia al suo progetto degli ultrasuoni per curare i tumori dei bambini, ma Catherine confida a Richard che questo provocherà il fallimento dell'ospedale.
- Il titolo originale si riferisce all'omonimo brano di Roy Orbison.

## Il giorno del giudizio
- Titolo originale: Judgment Day
- Diretto da: Sydney Freeland
- Scritto da: Julie Wong

### Trama
Inizia la nuova fase del concorso di ricerca: le 25 migliori proposte vengono presentate dai rispettivi ideatori, che si riuniscono di fronte al pubblico e a una commissione. Arizona condivide con tutti i colleghi dei biscotti, portati da una paziente riconoscente, ma più tardi scopre che sono stati fatti con della marijuana. A causa dell'incidente, la presentazione viene rimandata, e gli specializzandi sono chiamati a sostituire gli strutturati intossicati. Meredith spiega a Jo come proseguire un intervento, dopo che la Bailey è costretta a uscire per aver mangiato un biscotto ed avendo ferito accidentalmente una mano a Meredith; Jo utilizza con successo il progetto di Richard. Catherine racconta a Jackson dei 13 casi di molestie sessuali che furono presentati nei confronti di suo nonno e degli accordi presi per insabbiarli, mentre April, che sente tutto per caso, condivide il segreto con la Bailey. Owen riceve la prima chiamata per un bambino da prendere in adozione, e questo lo rende molto nervoso, finché Amelia non lo aiuta. Meredith scopre del passato di Harper Avery, e anche che Marie Cerone era una delle 13 donne coinvolte, mentre Richard licenzia uno specializzando, Vikram Roy, che viene scoperto a esercitare mentre era sotto l'effetto dell'erba.

## Una brutta reputazione
- Titolo originale: Bad Reputation
- Diretto da: Kevin McKidd
- Scritto da: Mark Driscoll

### Trama
Con il diffondersi delle voci sul passato di Harper Avery,
Meredith decide di restituire alla fondazione il suo premio e quelli di Ellis. Catherine assume una specialista nella gestione delle crisi, che porta un paziente affinché Jackson e Meredith lo curino come strategia pubblicitaria. La Bailey sospende invece la competizione d'innovazione chirurgica per paura che si venga a sapere che è stato un Avery a finanziarla, mentre April si offre volontaria per organizzare le nozze di Alex e Jo. Questi ultimi sono piuttosto imbarazzati quando Olivia, l'ex infermiera dell'ospedale, ritorna con suo figlio, che ha ingoiato un fischietto, e cerca di insinuare dei dubbi tra di loro. Owen porta Leo a fare una visita di controllo e ha un appuntamento con la madre naturale del piccolo, la quale finisce per parlare con Amelia. Sentendo la sua storia di tossicodipendenza, Amelia entra in empatia con la ragazza e pensa di poterle fare da sponsor per uscire dalla sua dipendenza, perciò la prende con sé come propria figlia in affidamento. Meredith e Jackson escogitano un modo per salvare la fondazione cambiando il suo nome in Fondazione Catherine Fox e dedicandola a tutte le donne vittime del precedente sistema. Alex scopre che il suo saldo in banca è esageratamente  alto in quanto sua mamma non ha incassato gli assegni che lui le manda ogni mese, e Vikram ha intenzione di fare causa all'ospedale per licenziamento ingiusto.
- Il titolo originale si riferisce all'omonimo brano di Joan Jett

## Combatti per la tua mente
- Titolo originale: Fight For Your Mind
- Diretto da: Jesse Williams
- Scritto da: Andy Reaser

### Trama
Alex ,dopo aver scoperto che sua madre non incassava più gli assegni da tempo, crede che sia morta quindi decide di partire con Jo per tornare nella sua casa d'infanzia. Quando arriva scopre che sua madre non è morta, bensì è "guarita" dalla schizofrenia, conduce una vita normale e tutti i giorni si reca al lavoro presso la biblioteca del posto. Quando arriva sul luogo, la madre corre ad abbracciarlo per poi mandarlo via. Alex arrabbiato corre via insieme a Jo, ma dopo aver riflettuto decide di avvicinarsi a lei con una scusa banale, godere della sua guarigione e presentarle la sua fidanzata per invitarla al matrimonio. Nel frattempo Meredith deve tenere una conferenza sul progetto dei "mini fegati" elaborato insieme a Jo, ma dopo essere sfuggita ai giornalisti si rifugia nel bar per rimanere sola e bere un caffè. Lì incontra un uomo con il quale scambia una serie di battute, gioca e a cui mente sulla sua identità. Nonostante tutto l'uomo scopre la sua vera identità e le confessa di odiarla in seguito alla vittoria del premio Harper Avery. Dopo un'intensa chiacchierata Meredith presenta il suo nuovo progetto, ma prima di tutto decide di rivelare che il metodo inventato da sua madre era in realtà anche opera della dottoressa Cerone, ribattezzando così il "Metodo Grey" in "Metodo Grey-Cerone".
- Il titolo originale si riferisce all'omonimo brano di Ben Harper

## Freddo come il ghiaccio
- Titolo originale: Cold as Ice
- Diretto da: Bill D'Elia
- Scritto da: Bill Harper

### Trama
April manda gli inviti al matrimonio di Alex e Jo. Mentre tutti non parlano d'altro, arriva grave in ambulanza Matthew (ex fidanzato di April) e fa capire che all'incidente in auto era presente anche April. Nel frattempo, dopo non aver dato più notizie di lei, si presenta la dr. Hermann per un consulto, perché ha paura che il tumore, operato da Amelia, possa essere tornato. April viene ritrovata sul luogo dell'incidente da Owen, è in ipotermia e non si sente più il battito. All'insaputa di Jackson, tutti cercano di fare il possibile per tenerla in vita. Arizona decisa ormai ad andare a New York per il bene della figlia, comunica ufficialmente al capo la sua scelta. Dopo ore di interventi su April, ormai non resta che aspettare e pregare.  Arizona fa sapere che April era lì, perché da mesi si frequenta con Matthew e sono innamorati. Quando ormai sembra non esserci più nulla da fare, April ascoltando le preghiere di Jackson si risveglia. La dr. Hermann sta bene, il tumore non è tornato e dovrà subire solo una semplice operazione che Amelia vuol cedere a un altro, perché non si sente di operarla, senza averle detto che la prima volta che l'ha operata, rendendola cieca, anche lei aveva un tumore al cervello. In realtà la Hermann lo sapeva e si scopre che la vera ragione della sua visita è fare una proposta di lavoro ad Arizona.
- Il titolo originale si riferisce all'omonimo brano dei Foreigner

## Tutto di me
- Titolo originale: All of Me
- Diretto da: Debbie Allen
- Scritto da: Krista Vernoff

### Trama
È il giorno del matrimonio di Alex e Jo che, tra varie peripezie, alla fine riescono a sposarsi su un ferry boat in una cerimonia improvvisata officiata da Meredith. Intanto anche April e Matthew riescono finalmente a dire il fatidico sì, mentre Arizona è pronta a tornare a New York da Callie (che è di nuovo single) con la figlia Sofia. Al Grey Sloan, la Bailey vorrebbe prendersi un anno di pausa dal ruolo di Capo di chirurgia, per pensare alla propria salute. Quando casualmente incontra Teddy Altman, appena tornata a Seattle in cerca di un lavoro, le offre di sostituirla come Capo ad interim. Quest'ultima le dice che ci penserà, rivelando a una paziente di essere in dolce attesa.
- Il titolo originale si riferisce all'omonimo brano di John Legend